# Oborona Caricyna
Oborona Caricyna (Оборона Царицына) è un film del 1942 diretto da Georgij Vasil'ev e Sergej Vasil'ev.